# جيرالد بيفرلي
جيرالد بيفرلي (بالإنجليزية: Gerald Beverly)‏ مواليد 18 نوفمبر 1993 في روتشستر، هو لاعب كرة سلة أمريكي. بدأ مسيرته الاحترافية في سنة 2015. يحمل الرقم 18. يبلغ طوله 6 قدم 8 بوصة (2.0 م). لعب مع تليكوم باسكتس بون في الدوري الألماني لكرة السلة وكانتون شارج في دوري الرابطة الوطنية لفئة التطوير.

## روابط خارجية
- جيرالد بيفرلي على موقع كرة السلة الأوروبية.كوم (الإنجليزية)
- جيرالد بيفرلي على موقع ريلجم (الإنجليزية)
- جيرالد بيفرلي على موقع بروبوليرز (الإنجليزية)
- جيرالد بيفرلي على موقع سبورتس رفرنس (الإنجليزية)
- جيرالد بيفرلي على موقع سبورتس رفرنس (الإنجليزية)